# Лавриненко, Юрий Иванович
Юрий Иванович Лавриненко (род. 24 ноября 1945) — советский инженер-железнодорожник. Депутат Мажилиса Парламента Республики Казахстан 2-го созыва.

## Биография
Родился 24 ноября 1945 года. Место рождения — разъезд № 47 в Вишневском районе Акмолинской области (Казахская ССР).
В 1968 году окончил Ленинградский институт инженеров железнодорожного транспорта.
В 1969—1971 годах был инженером, старшим инженером в станции Павлодар-Южная.
В 1971—1973 годах — помощник военного коменданта на станции и на железнодорожном участке Целиноград.
В 1973—1979 годах — Заместитель Начальника станции Павлодар-Южная. В 1979—1980 годах — Начальник станции Экибастуз.
В 1980—1982 годах — Заместитель Начальника Павлодарского отделения Целинной железной дороги.
В 1982—1984 годах — Заведующий сектором Павлодарского обкома партии<.
в 1991 году окончил Академию общественных наук при ЦК КПСС.
С 17 июня 1994 по 30 ноября 1995 года — глава администрации, аким Восточно-Казахстанской области.
С октября 1999 по сентябрь 2002 года — депутат Мажилиса Парламента Республики Казахстан 2-го созыва, член Комитета по международным делам, обороне и безопасности.

## Награды
- Медаль «20 лет Астане» (2018)[2]

## Семья
- Жена: Лавриненко Тамара Ивановна
- Дети: дочь — Элина (1971 г.р.); сын — Иван (1974 г.р.)